# Gasthof Schwanen (Merenschwand)

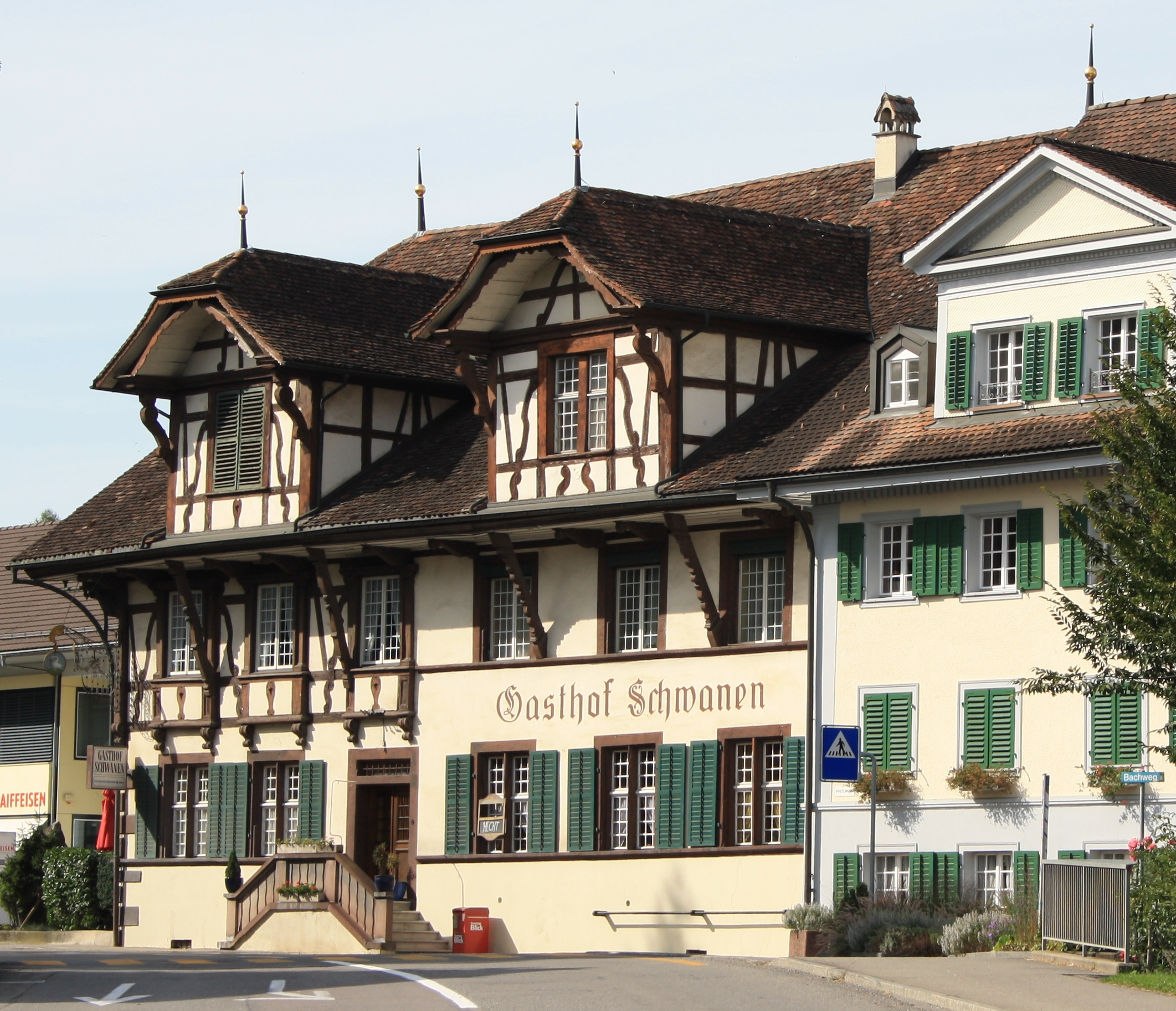
Gasthof Schwanen (Vorderseite)

Der Gasthof Schwanen ist eine Gaststätte in Merenschwand im Kanton Aargau. Das Gebäude aus dem späten 17. Jahrhundert steht unter kantonalem Denkmalschutz und ist ein Kulturgut von nationaler Bedeutung. Im Jahr 1830 war der Gasthof Ausgangspunkt des Freiämtersturms.

## Geschichte

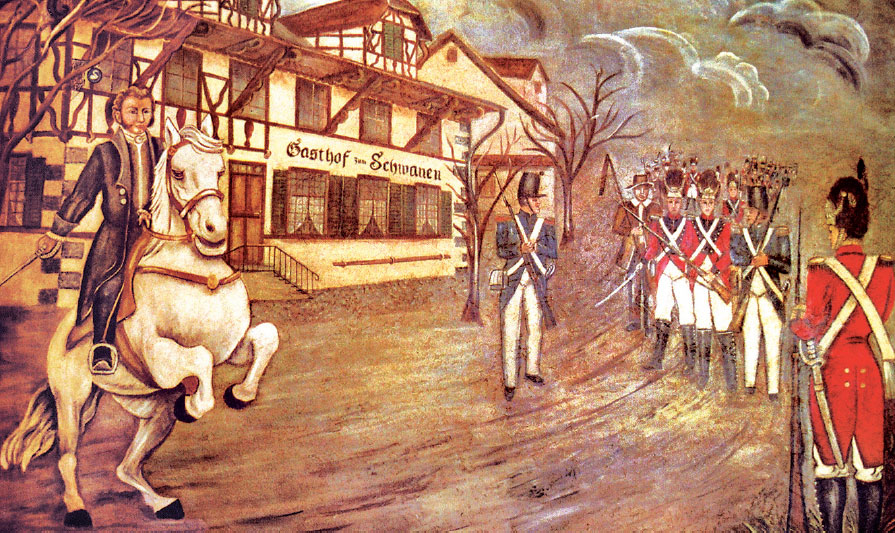
Johann Heinrich Fischer sammelt vor seinem Wirtshaus die ersten Freiwilligen für den Freiämtersturm

Der Gasthof reicht mindestens bis zu Beginn des 17. Jahrhunderts zurück. Die Stadt Luzern, deren Untertanengebiet Merenschwand damals war, bestätigte 1615 das Tavernenrecht und schützte 1647 das Monopol des Schwanenwirts. Bis 1798, als die alte Ordnung zusammenbrach, diente der Gasthof zusätzlich als Amts- und Gerichtshaus des luzernischen Amtes Merenschwand.
Der berühmteste Wirt war der Politiker Johann Heinrich Fischer, Anführer des Freiämtersturms im Dezember 1830. Er zog von Merenschwand aus über Wohlen nach Aarau, wo er mithilfe von 6000 bewaffneten Freiwilligen die Aargauer Kantonsregierung in einem unblutigen Putsch stürzte. Dadurch erzwang er die Ausarbeitung einer neuen Verfassung.
1808 und 1957 wurde das Gebäude renoviert. Von 1955 bis 1961 diente der Saal des Gasthofes als Schulzimmer für eine Primarschulklasse, als Übergangslösung bis zur Eröffnung des neuen Schulhauses.

## Gebäude

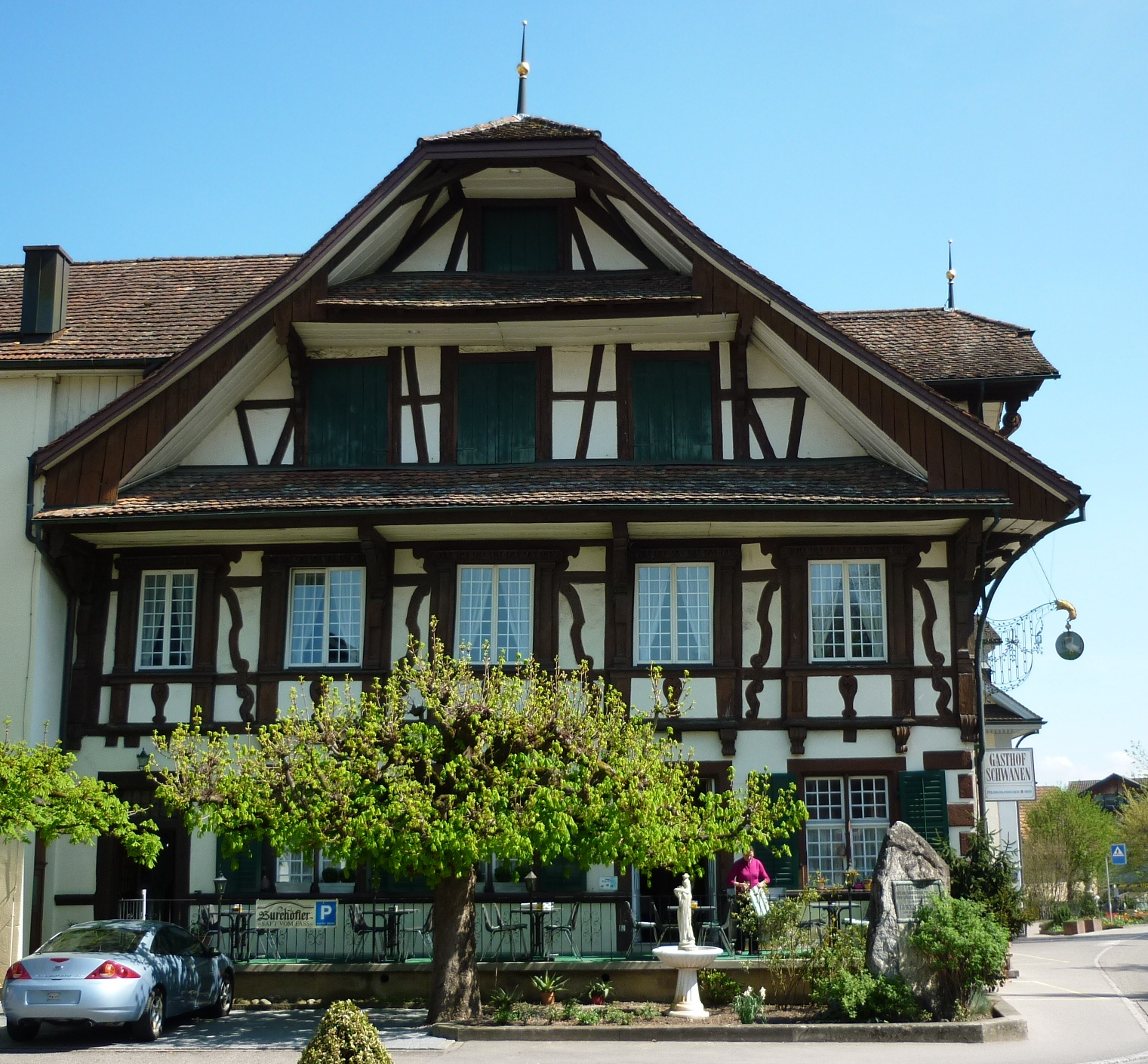
Westliche Schmalseite

Das stattliche Gebäude in Riegelbauweise besteht aus zwei ungleichen Teilen, die unter einem Krüppelwalmdach mit zwei markanten Lukarnen zusammengefasst sind. Gemeinsamkeiten sind die Kaffgesimse, die Grösse und Profilierung der Fenster, die Form der Lukarnen und die bossierten Eckquader. Die Lukarnen ruhen auf geschnitzten Bügen und Konsolen. Unterschiedlich sind die Achsenbreiten, die Gestaltung des Obergeschosses und die Schmalseite.
Der schlichter gestaltete Ostteil des Gebäudes entstand zu Beginn des 17. Jahrhunderts. Der schmalere, mit Rollwerk und Kymation verzierte Westteil wurde 1681 angebaut. Zwei Klebedächer unterteilen die freistehende westliche Schmalseite, während die östliche Schmalseite fast ganz vom Nachbargebäude verdeckt ist. Zudem kragen die Fensterbrüstungen im Obergeschoss des Westteils erkerartig vor und die Fensteröffnungen werden von toskanischen Pilastern flankiert. Aus dem Jahr 1808 stammen das geschmiedete Wirtshausschild sowie die Stuckdecke und das geschweifte Prunkbuffet im Saal des Westteils.